# Кушугум
Кушугум (на украински: Кушугум) е селище от градски тип в Южна Украйна, Запорожки район на Запорожка област. Основано е през 1600 година. Населението му е около 7780 души.